# Conquête de passage
Conquête de passage, ou encore Femme mettant son corset, est une étude préparatoire du peintre albigeois Henri de Toulouse-Lautrec datant de 1896 et exposée dans le Salon Rouge du Musée des Augustins de Toulouse. Cette étude fait partie de la série Elles, comprenant onze lithographies de couleurs consacrées à la vie intime des courtisanes – un des sujets de prédilection de l’artiste.

## Historique de l'œuvre
Conquête de passage, appelée aussi Femme à sa toilette ou Femme mettant son corset, est une étude préparatoire qui a servi pour une lithographie portant le titre plus complet de Femme en corset, conquête de passage. Partie intégrante d’un album, intitulé Elles, de onze lithographies en couleurs qui constituaient une série sur la vie intime des courtisanes, elle illustre un sujet bien connu de l’artiste qui fréquentait assidûment ce milieu-là.
Léguée par la comtesse Alphonse de Toulouse-Lautrec, mère de l'artiste, l'œuvre est au musée des Augustins depuis 1904.
D'autres études sur le même thème se trouvent au musée Toulouse-Lautrec d’Albi (essences sur carton) et à Bollogen, Collection E.KI. Kornfeld (lithographie au crayon); celles-ci sont moins achevées; on trouve aussi un dessin au crayon, dans une collection particulière.

## Description
Une silhouette féminine vue de trois-quarts dos, essaie de lacer son corset devant sa table de toilette. Elle occupe le centre de la composition et relègue le personnage masculin sur le bord droit du dessin dont il sort pratiquement. Le modelé du buste de la jeune femme - objet de la convoitise - se détache nettement par le biais du corset noir alors que son jupon n'est qu'esquissé par de larges coups de craie et de pinceau. De la même manière, seul le visage de l'homme est véritablement détaillé : ainsi son regard est rendu encore plus pesant et concentré sur la jeune femme. Le décor tout juste suggéré; seule la table de toilette (avec un miroir sans reflet), se détache suffisamment pour permettre la compréhension de la scène.

## Contextes
La fin du XIXe siècle correspond à l’apogée des maisons closes, dont Goncourt avec La Fille Élisa, Huysmans avec Marthe et Guy de Maupassant avec La Maison Tellier tireront des romans à succès. Le thème des prostituées est également repris par des peintres : Forain, Daumier, Degas, Lautrec quant à lui, met en scène dans ces sujets, son lieu de vie et non celui d'un passage furtif. Ainsi, il quitte parfois l’atelier de la rue Tourlaque pour se rendre dans les bordels de la rue Joubert, de la rue d’Amboise ou de la rue des Moulins où Il s’installe avec tout le nécessaire pendant plusieurs jours, ou plusieurs mois. Il y vit, il y peint, il y dessine. Paul Durand-Ruel, le marchand promoteur des impressionnistes, lui ayant demandé de visiter son atelier, il le reçoit dans le salon de la rue des Moulins, entouré des pensionnaires de la maison close. « J’entends partout le mot bordel, écrit-il avec un étonnement feint, mais nulle part je ne me sens plus chez moi ».

## Analyse

### Choix du sujet
L’homme représenté pourrait être le peintre anglais Charles Conder, ami de Toulouse-Lautrec.
Dans cette série Lautrec a réussi à exprimer, en les épurant toutes les impressions et les émotions qu’il avait ressenties lors d’un séjour de plusieurs mois dans une maison close de la rue des Moulins. Le traitement du sujet laisse transparaître aussi l'intimité bienveillante et la complicité qu'il a partagées avec ces filles. 
Lautrec a été forcément inspiré par les estampes d’Utamaro, le grand artiste japonais qui, dans Les Douze heures des maisons vertes, décrivait l’activité des courtisanes d’une maison de plaisir à toutes les heures de la journée. Goncourt avait édité un livre à la gloire d’Utamaro en 1891, date à laquelle une importante exposition d’estampes japonaises était présentée à l’École des beaux-arts. En 1894, Durand-Ruel exposera les estampes du maître japonais.

### Réalisation de l’œuvre
Les rehauts de couleurs par endroits permettent à l’artiste de souligner les détails les plus importants. Cette étude montre également les hésitations de Toulouse-Lautrec dans le choix du décor. La particularité de cette œuvre réside dans l’introduction d’un personnage masculin qui disparaîtra des autres lithographies de cet album. Il semble que le travail de composition ait débuté par un dessin avec les deux personnages et une esquisse à l’huile avec la femme seule. On ne sait pas lequel vient en premier, peut-être l’esquisse peinte, vite abandonnée, parce que le personnage féminin aurait occupé trop de place ; le dessin léger, qui introduisait l’homme de manière schématique aurait suivi. L’esquisse à l’huile, fermement tracée est la plus grande étude peinte de la série Elles.

### Composition
Lautrec traça les grandes lignes de la structure linéaire de cette peinture à la pierre noire, utilisant du bleu pour le fond. Il poursuivit au moyen de traits et de petites touches de couleur : blanc pour la chemise, vert jaune pour le jupon et blanc pour la combinaison ; pour le corset, il choisit du bleu foncé en apposant des touches de jaune et de vert, que l’on trouve également sur le traitement de la carnation. D'autres hésitations sont perceptibles: des lignes à la craie en haut à droite font penser à des rideaux ou des draperies au-dessus d’un lit; il finit par opter pour un paravent. Des repentirs au crayon au-dessous de la tête de l’homme montrent encore que Lautrec l’avait d’abord dessiné plus petit, le faisant ensuite plus massif, peut-être en travaillant d’après le modèle, qui selon Joyant était Charles Conder.
Lautrec apporta d’autres changements à la lithographie qui, dans la série des Elles, est très proche de Femme à la glace, par la couleur, la composition et le dessin. Il modifia l’arrière-plan, en plaçant une coiffeuse derrière la femme, et en faisant reposer son pied sur un divan bas. Il ajouta une gravure érotique, comme dans Femme au tub et Femme qui se lave. Le personnage masculin, dont les yeux fixent la femme à sa toilette est réduit par sa position dans la gravure à une présence insistante et troublante. 

### Esthétique
Lautrec met en scène le quotidien de ces "filles" les rapprochant ainsi des filles de bonne famille. La toilette est l'instant privilégié où il saisit l'éternel féminin, au naturel. Son attention bienveillante dépasse le regard trop prude de son siècle, de Baudelaire à Huysmans, de Degas à Manet, qui avait maintenu la prostituée dans l'imagerie et les fantasmes d’un érotisme bourgeois (Olympia de Manet) plus ou moins convenu. Elles y ont souvent -elles seules- le masque réel ou supposé de la perversion qui pousse à la déchéance. Hormis la Femme en corset (qui rappelle pourtant beaucoup la Nana de Manet, 1877), dans Elles, "les femmes de mauvaise vie" transparaissent dans le titre générique et dans certains motifs décoratifs que l'on retrouve au fil de l'album.

### Choix de représentation
Dans la Femme en corset, Lautrec va à l'encontre des conventions de la représentation de la relation rétribuée. Vue de dos, comme dans Femme qui se lave, la femme reste celle qui focalise le regard du spectateur et celui de l'homme figé dans sa contemplation. La proximité physique et celle de l'instant ne paraît pas rapprocher les personnages; cette distance, Lautrec avait pu la remarquer dans Nana de Manet, exposé à la galerie Durand-Ruel en 1896. Dans l’œuvre de Manet, Nana regarde à l'extérieur du cadre, invitant le spectateur à la contemplation. Dans une gravure sur un sujet analogue à Femme en corset, également édité par Gustave Pellet, Maurin donna au spectateur un autre angle d'approche : la femme est toute proche et seule. Mais dans Femme en corset, Lautrec refusa au spectateur le rôle masculin implicite, dans ces représentations comme dans toutes les lithographies de Elles, en reléguant l'homme à une esquisse au second plan, il ridiculise la figure du bourgeois.

## Réception
Lautrec, grâce à l’utilisation des techniques d’impressions des arts graphiques, connut un succès important, qui le conforta dans ses choix artistiques. Ainsi, il multiplia la lithographie en couleurs rehaussée et enrichie de nouvelles techniques. Sa carrière connut son apogée en 1896 avec la publication de la série intitulée Elles, une série de onze lithographies, publiée par l’éditeur parisien Gustave Pellet. Ce dernier décela dans la série « une cruauté d’exactitude merveilleuse ».
Eugène Rodrigues-Henriques, spécialiste de l’œuvre de Félicien Rops, fait l’éloge de Lautrec pour sa capacité à sauver « l’infâme réalité » des maisons closes en les recouvrant d’un voile de « douce chasteté », dans un article dédié à Elles dans le Courrier français  du 9 août 1896.

### Postérité
L'album Elles paraît en 1896; il est composé de dix planches sans titre, ni ordre, ni numéro, dont la moitié a été imprimée en couleurs. L’autre moitié utilise un fond sur lequel le sujet ressort en vert ou vieux rose. Cet album, contrairement à celui de Bottini, un élève de Cormon, sur les Bals, bars et maisons, édité en 1899, ne connaît pratiquement aucun succès et l’éditeur se voit contraint de le diffuser planche par planche. Depuis 1890, une loi avait été votée à l’instigation du sénateur Béranger contre l’immoralité des étalages. Mais Lautrec s'en moque ; il se délecte de cette campagne anti-pornographique.  
De manière générale, tout l’album, peut se présenter comme une sorte d'inventaire des différents procédés lithographiques que Lautrec a introduit dans l’estampe moderne. On peut citer l’utilisation mesurée du blanc ivoire du papier, la profusion de la sanguine en écho au dessin érotique du XVIIIe siècle. On peut noter également l’étalement de la couleur en aplat d’inspiration japonaise, en alternance ou en juxtaposition et la fulgurance de couleur pulvérisée. Enfin, on peut voir dans l’emploi généralisé de l’esquisse, en suivant Arsène Alexandre dans un commentaire commémoratif du Figaro d'avril 1902, une exécution légère et sensible, voire « féminine ».